# Cap Tuzla
El cap Tuzla (rus: Мыс Тузла́) és un cap situat la riba sud de la península de Taman, 8 km a l'oest de la stanitsa Taman. És l'extrem més occidental del raion de Temriuk i del krai de Krasnodar, juntament amb la punta Tuzla i l'illa Tuzla. Les seves ribes són escarpades, aconseguint el promontori sobre el mar 15 m d'altura. Està compost per pedres calcàries formades entre dipòsits d'argila. Entre la població és conegut com a mys Verbliud ("cap del Camell").